# Oswin Appollis
Oswin Reagan Appollis (ur. 25 sierpnia 2001 w Kapsztadzie) – południowoafrykański piłkarz grający na pozycji pomocnika w klubie Polokwane City FC oraz reprezentacji Południowej Afryki. W swojej karierze grał także w klubach: Pretoria Callies FC, University of Pretoria FC i Supersport United FC. W drużynie narodowej zadebiutował 21 listopada 2023 w meczu z Rwandą. Zdobył brązowy medal na Pucharze Narodów Afryki 2023.